# 곽시양
곽시양(본명: 곽명진, 1987년 1월 15일 ~ )은 대한민국의 배우이다.

## 출연 작품

### 드라마
| 연도 | 방송사   | 제목                              | 역할          | 비고     |
| ---- | -------- | --------------------------------- | ------------- | -------- |
| 2014 | SBS      | 《기분 좋은 날》                  | 정희주        | 44부작   |
| 2015 | Mnet     | 《칠전팔기 구해라》               | 강세종        | 12부작   |
| 2015 | tvN      | 《오 나의 귀신님》                | 서준          | 16부작   |
| 2015 | KBS2     | 《다 잘될 거야》                  | 강기찬        | 102부작  |
| 2016 | MBC      | 《한 번 더 해피엔딩》             | 방대한        | 특별출연 |
| 2016 | JTBC     | 《마녀보감》                      | 최풍연        | 20부작   |
| 2016 | SBS      | 《끝에서 두번째 사랑》            | 박준우        | 20부작   |
| 2017 | MBC      | 《세가지색 판타지 - 반지의 여왕》 |               | 특별출연 |
| 2017 | KBS2     | 《2TV 스낵》                      | 곽시양 사원   | 5부작    |
| 2017 | tvN      | 《시카고 타자기》                 | 백태민/허영민 | 16부작   |
| 2017 | KBS2     | 《쌈 마이웨이》                   | 김남일        | 특별출연 |
| 2019 | MBC      | 《웰컴2라이프》                   | 구동택        | 32부작   |
| 2020 | SBS      | 《앨리스》                        | 유민혁        | 16부작   |
| 2021 | SBS      | 《홍천기》                        | 주향대군 이후 | 16부작   |
| 2021 | JTBC     | 《아이돌: 더 쿠데타》             | 차재혁        | 12부작   |
| 2022 | 디즈니 + | 《너와 나의 경찰수업》            | 김현수        | 특별출연 |
| 2022 | KBS2     | 《미남당》                        | 공수철        | 18부작   |
| 2024 | SBS      | 《재벌X형사》                     | 진승주        | 16부작   |
| 2024 | SBS      | 《굿파트너》                      | 천환서        | 특별출연 |
| 2025 | tvN      | 《그놈은 흑염룡》                 | 김신원        | 12부작   |
| 2025 | tvN      | 《이혼 보험》                     | 신현재        | 특별출연 |

### 영화
- 2014년 영화 《야간비행》 ... 신용주 역
- 2016년 영화 《로봇, 소리》 ... 현수 역
- 2016년 영화 《방 안의 코끼리》 ... 수입차 딜러 이재원 역
- 2016년 영화 《굿바이 싱글》 ... 강지훈 역
- 2018년 영화 《목격자》 ... 송태호 역
- 2019년 영화 《장사리: 잊혀진 영웅들》 ... 박찬년 역
- 2024년 영화 《필사의 추격》 ... 조수광 역
- 2024년 영화 《6시간 후 너는 죽는다》 … 박기훈 역

### 연극
- 《발칙한 로맨스》 (2013년) - 구봉필 역

### M/V
- 2007년 윤화재인 - 사랑이 이런거였니
- 2009년 박봄 - You And I
- 2009년 J-김재섭 - 미쓰리
- 2009년 SG 워너비 & V.O.S - 사랑합니다
- 2010년 백지영 - 시간이 지나면
- 2013년 케이윌 & 차쿤 - 놀아도

## 예능
- 2008년 ETN 《미소년 아일랜드》
- 2015년 - 2016년 MBC 《우리 결혼했어요 시즌 4》
- 2015년 MBC 《섹션TV 연예통신》
- 2016년 MBC 《황금어장 라디오스타》
- 2016년 JTBC 《마녀를 부탁해》
- 2016년 JTBC 《비정상회담》
- 2016년 KBS2 《언니들의 슬램덩크》
- 2017년 JTBC 《로스트:타임》
- 2017년 SBS 《정글의 법칙 in 수마트라섬》
- 2017년 O'live & tvN 《원나잇 푸드트립: 먹방레이스》
- 2018년 MBC EVERY1 《바다경찰》
- 2020년 SBS 《런닝맨》501회
- 2020년 SBS 《백종원의 골목식당》 - 게스트
- 2020년 JTBC 《갬성캠핑》8회 두번째 게스트
- 2021년 SBS《미운 우리 새끼》- 새로운 멤버
- 2024년 SBS 《꼬리에 꼬리를 무는 그날 이야기》 - 게스트

## 광고
- 2010년 레스모아
- 2010년 KTF
- 2010년 솔브
- 2014년 삼성 갤럭시 노트3
- 2014년 현대해상
- 2015년 잠뱅이
- 2016년 팬텀
- 2025년 유한양행 마그비스피드

## 음반
- 《칠전팔기 구해라》 OST - 아시나요 (2015년)
- 《칠전팔기 구해라》 OST - 정류장 (2015년)
- One O One - Love You (2015년)
- One O One - 마비가 됐어 (2015년)
- One O One - You Are My Light (2016년)

## 수상 및 후보
| 연도 | 시상식                         | 부문                                      | 작품                        | 결과 |
| ---- | ------------------------------ | ----------------------------------------- | --------------------------- | ---- |
| 2014 | 제2회 들꽃영화상               | 신인남우상                                | 야간비행                    | 후보 |
| 2015 | MBC 방송연예대상               | 올해의 뉴스타상                           | 우리 결혼했어요 시즌4       | 수상 |
| 2015 | KBS 연기대상                   | 일일극부문 남자 우수연기상                | 다 잘될 거야                | 수상 |
| 2016 | 제11회 아시아모델시상식        | 뉴스타 연기자상                           |                             | 수상 |
| 2016 | 제5회 아시아태평양 스타 어워즈 | 남자 신인상                               | 끝에서 두번째 사랑          | 후보 |
| 2016 | 제1회 아시아 아티스트 어워즈   | 드라마 부문 뉴웨이브상                    | 마녀보감 끝에서 두번째 사랑 | 수상 |
| 2016 | SBS 연기대상                   | 뉴스타상                                  | 끝에서 두번째 사랑          | 수상 |
| 2019 | MBC 연기대상                   | 월화/특별기획드라마 부문 남자 우수연기상  | 웰컴2라이프                 | 후보 |
| 2020 | SBS 연기대상                   | 판타지·로맨스 부문 남자 우수 연기상       | 앨리스                      | 후보 |
| 2021 | SBS 연기대상                   | 남자부문 베스트 캐릭터상                  | 홍천기                      | 수상 |
| 2022 | KBS 연기대상                   | 남자 조연상                               | 미남당                      | 후보 |
| 2024 | SBS 연기대상                   | 미니시리즈 장르•액션 부문 남자 우수연기상 | 재벌X형사                   | 수상 |